# 西海岸高速公路
西海岸高速公路（：／ Seohaean gosokdoro */?），是連接韓國全羅南道務安郡及首爾特別市衿川區的一條高速公路，長約341公里，因與朝鮮半島西部海岸平行得名。有兩條支線，一條為舒川公州高速公路，連接忠清南道公州市與舒川郡；另一條為平澤始興高速公路，連接京畿道平澤市及始興市。
1994至2001年分段開通。